# Jean-Baptiste Jodoin
Pour les articles homonymes, voir Jodoin.
Jean-Baptiste Jodoin, né le 14 juillet 1809 à Boucherville et mort le 14 janvier 1884 à Montréal, est un cultivateur et homme politique québécois.